# Вила Сан Ђузепе (Асколи Пичено)
Вила Сан Ђузепе (итал. Villa San Giuseppe) насеље је у Италији у округу Асколи Пичено, региону Марке.
Према процени из 2011. у насељу је живело 2050 становника. Насеље се налази на надморској висини од 60 м.